# Jahan Dotson
Jahan Waltè Dotson (Newark, 22 marzo 2000) è un giocatore di football americano statunitense che milita nel ruolo di wide receiver per i Philadelphia Eagles della National Football League (NFL).

## Carriera universitaria
Dotson disputò 8 partite nella sua prima stagione nel 2018, di cui 4 come titolare, facendo registrare 13 ricezioni per 203 yard. Nel 2019 disputò tutte le 13 partite come titolare, con ricezioni per 488 yard e 5 touchdown.
Dotson divenne il ricevitore principale di Penn State nel 2020. Contro Ohio State ebbe 8 ricezioni, 144 yard e 3 touchdown. Contro Michigan State divenne il terzo giocatore della Big Ten dal 2000 a ritornare un punt in touchdown e avere 100 yard ricevute nella stessa partita. Concluse la stagione con 884 yard ricevute e 8 touchdown, venendo inserito nella terza formazione ideale della Big Ten.
Tra le ultime due gare della stagione 2020 e le prime 4 del 2021, Dotson segnò su ricezione per sei gare consecutive, un record di Penn State. Nella vittoria su Maryland ebbe 11 ricezioni per 242 yard (record dell'istituto) e 3 touchdown.
Dotson decise di passare professionista alla fine della stagione 2021. 
Concluse la carriera a Penn State al secondo posto nella storia della scuola sia in ricezioni totali (183) che in una singola stagione (91 nel 2021); fu inoltre quarto in yard ricevute in carriera (2.757); secondo in yard ricevute in una stagione (1.182 nel 2021) e secondo in touchdown sia in carriera (25) che in una singola stagione (12 nel 2021).

## Carriera professionistica

### Washington Commanders
Dotson fu scelto come 16º assoluto nel Draft NFL 2022 dai Washington Commanders. Debuttò nella settimana 1 contro i Jacksonville Jaguars andando a segnare il touchdown della vittoria (il secondo di giornata) nei minuti finali su passaggio del quarterback Carson Wentz. Per questa prestazione fu premiato come rookie della settimana. Ottenne lo stesso riconoscimento nel quindicesimo turno grazie a 4 ricezioni per 105 yard e un touchdown contro i New York Giants. La sua prima stagione si chiuse con 35 ricezioni per 527 yard e 7 touchdown in 12 presenze, di cui 10 come titolare.
Nella settimana 8 della stagione 2023, contro gli Eagles, Dotson fece registrare 8 ricezioni per 108 yard e un touchdown nella sconfitta. La sua seconda stagione si chiuse giocando tutte le 17 partite, con 49 ricezioni per 518 yard e 4 marcature.

### Philadelphia Eagles
Il 22 agosto 2024 Dotson e una scelta del quinto giro del Draft 2025 furono scambiati con i Philadelphia Eagles per una scelta del terzo giro e due del settimo giro.

## Palmarès

### Franchigia
- Super Bowl : 1

Philadelphia Eagles: LIX
- National Football Conference Championship:1

Philadelphia Eagles: 2024

### Individuale
- Rookie della settimana: 2

1ª e 15ª del 2022